# 펜티엄 FDIV 버그

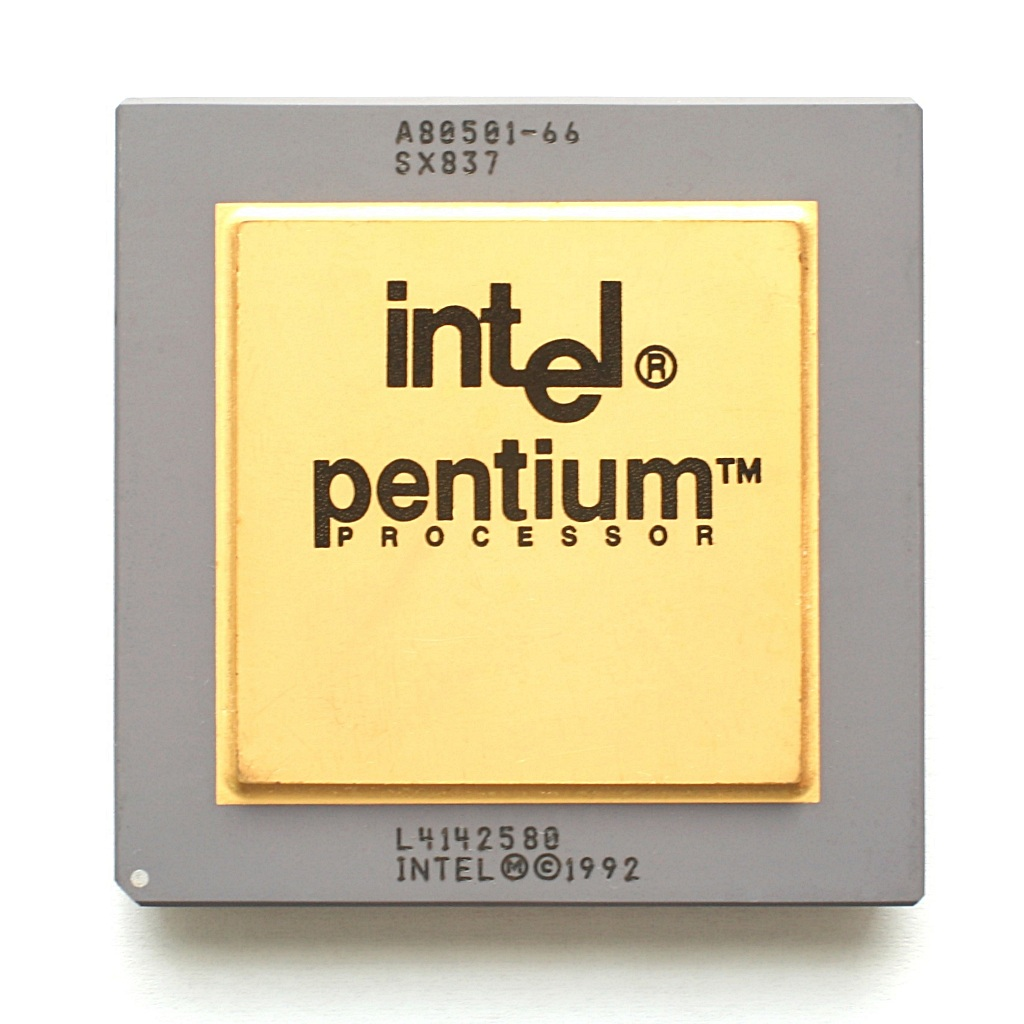
FDIV 버그가 있는 66MHz 인텔 펜티엄(sSpec=SX837)

펜티엄 FDIV 버그(Pentium FDIV bug)는 초기 인텔 펜티엄 프로세서의 FPU(부동소수점 장치)에 영향을 미치는 하드웨어 버그이다. 버그로 인해 프로세서는 특정 고정밀 숫자 쌍을 나눌 때 잘못된 이진 부동 소수점 결과를 반환한다. 이 버그는 1994년 린치버그 대학의 수학 교수인 토머스 R. 나이슬리에 의해 발견되었다. FPU의 부동 소수점 나누기 알고리즘에 사용되는 조회 테이블의 누락된 값으로 인해 작은 오류가 발생하는 계산이 발생했다. 대부분의 사용 사례에서 이러한 오류는 거의 발생하지 않으며 올바른 출력 값에서 약간의 편차가 발생하지만 특정 상황에서는 오류가 자주 발생하여 더 심각한 편차가 발생할 수 있다.
FDIV 버그의 심각도에 대해서는 논의가 이루어지고 있다. 대부분의 사용자는 거의 접하지 못하지만(바이트 매거진은 무작위 매개변수를 사용한 부동 소수점 분할이 90억 분의 1로 부정확한 결과를 생성한다고 추정함), 이 결함과 인텔의 이 문제에 대한 초기 처리 방식 모두 기술 커뮤니티에서 심한 비판을 받았다.
1994년 12월, 인텔은 컴퓨터 칩에 대한 최초의 전체 리콜을 통해 결함 있는 프로세서를 리콜했다. 인텔은 1994년 연례 보고서에서 "이러한 마이크로프로세서의 교체 및 상각을 위해 세전 비용 4억 7,500만 달러"가 발생했다고 밝혔다.

## 같이 보기
- 펜티엄 F00F 버그
- MOS 6502
- 부동소수점